# Midori Matsuya
Midori Matsuya (jap. 松谷 翠, Matsuya Midori; * 18. März 1943; † 9. Januar 1994) war ein japanischer Pianist. Er absolvierte die Tokyo National University of Fine Arts and Music und studierte unter Kichigoro Sato, Noboru Toyomasu, Naoya Fukai und Lay Lev.

## Leben
Sein Vater war der japanische Jazzpianist Minoru Matsuya (1910–1995). Er brachte ihm in sehr frühen Jahren bei, wie man Klavier spielt. Er wuchs in einer Umgebung auf, in der er sowohl klassische als auch Jazzmusik erlernen konnte. Außerdem studierte er Harmonie und Komposition bei Roh Ogura (1916–1990) in Kamakura.
1973 ging er nach Deutschland, um an der Universität der Künste Berlin zu studieren. 1975 kam er nach Japan zurück und engagierte sich im Konzertbetrieb.
Er war Musik-Professor an der Nihon-Universität und Klavierlehrer von Hiroaki Zakoji (1958–1987).
Der Sänger Leo Matsuya ist sein Sohn.
Kurz vor seinem Tod nahm er die CD LIGHT COLORED ALBUM auf.